# کاراولیووو
کاراولیووو (به بلغاری: Karavelyovo) یک منطقهٔ مسکونی در بلغارستان است که در Ruen واقع شده‌است.